# Suchoj

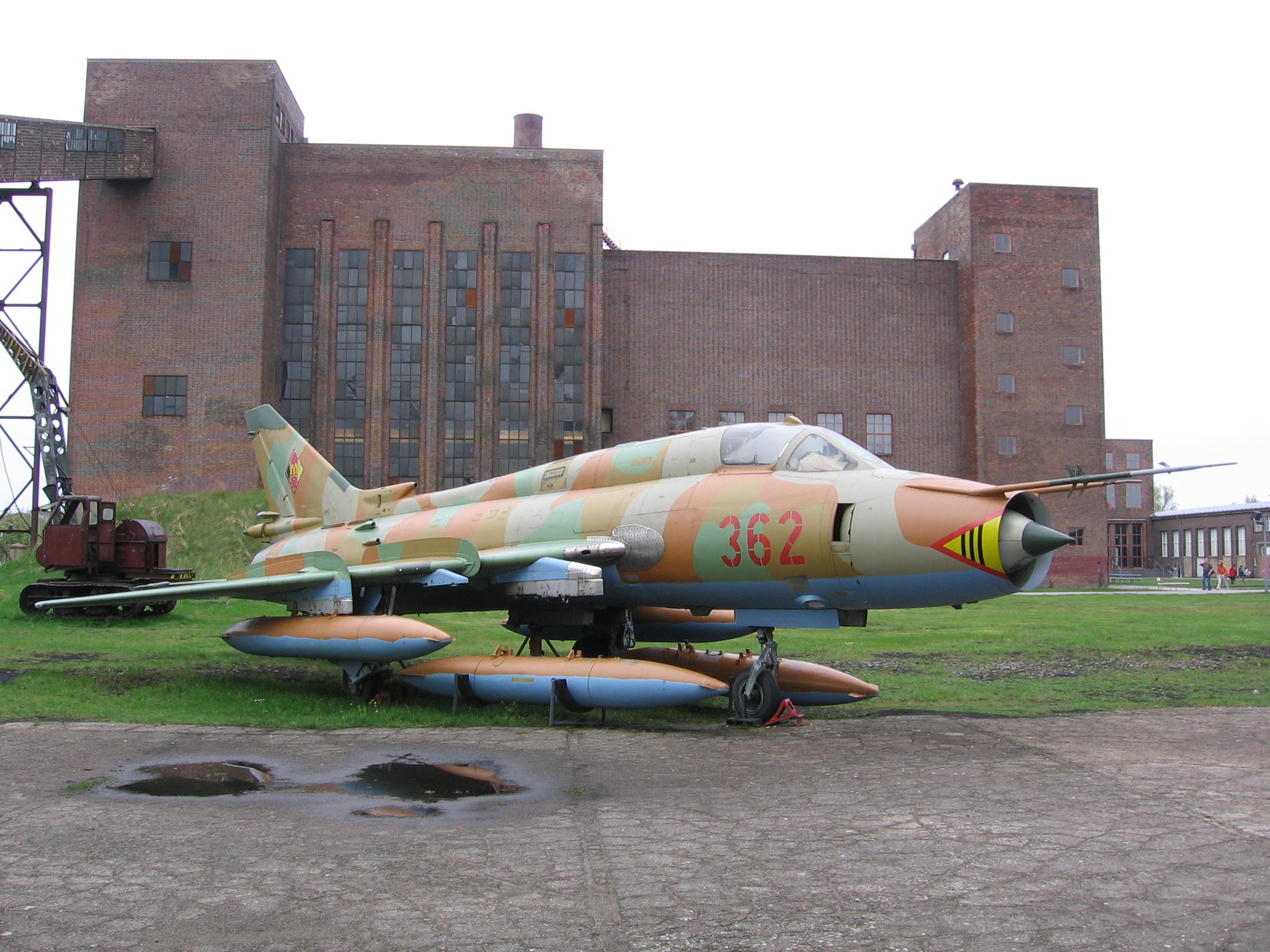
Východoněmecký Su-22M4

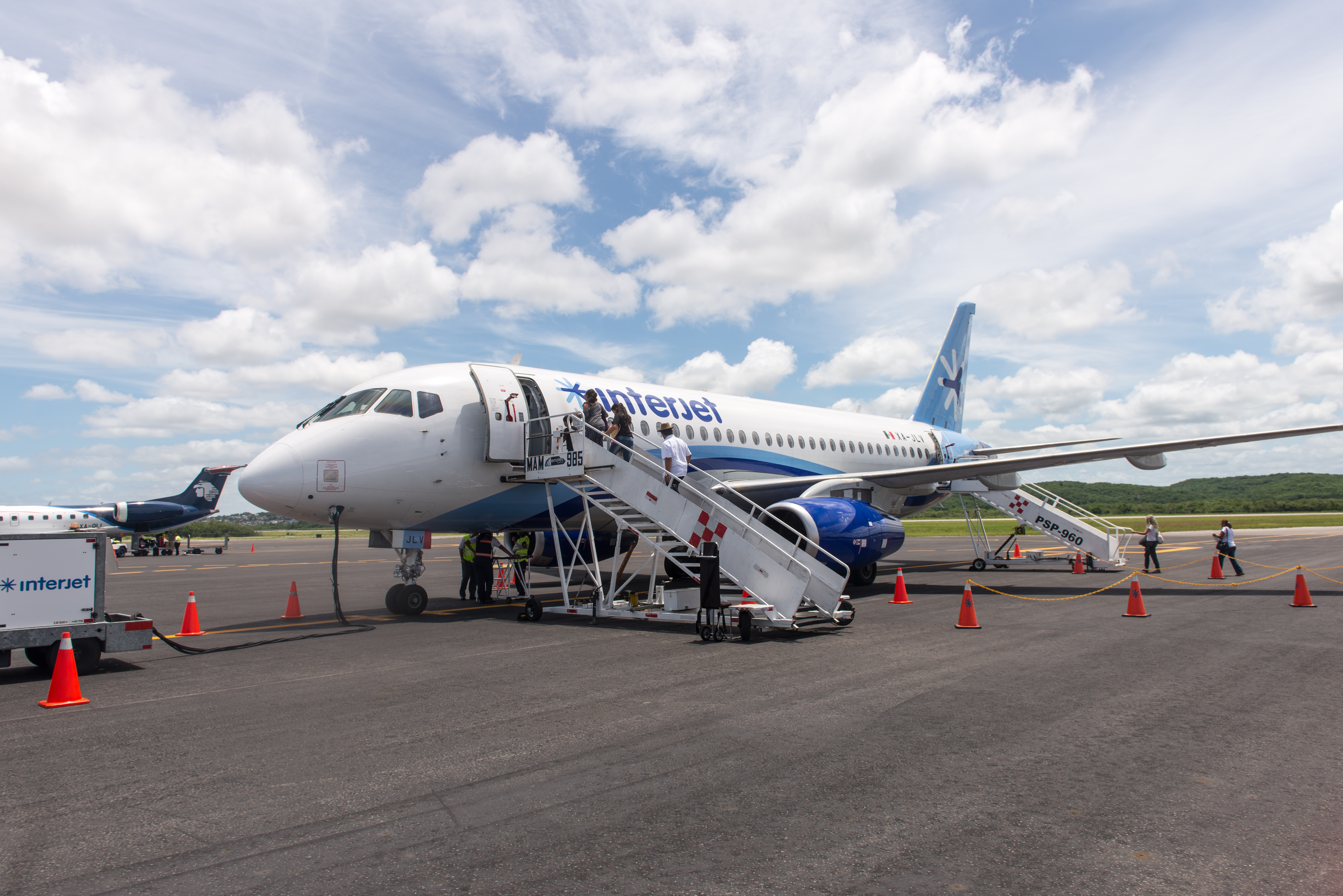
Suchoj Superjet 100 v Campeche b Mexiku 2015

Suchoj (Сухой) je jeden z hlavních ruských výrobců letadel, který se zaměřuje především na stíhačky a bombardéry. Firmu roku 1939 založil konstruktér Pavel Suchoj jako OKB-51.
Společnost sídlí v Moskvě, další součásti firmy se nachází ve městech Novosibirsk, Komsomolsk a Irkutsk.
Letouny od firmy Suchoj létaly a létají v mnoha zemích východního bloku, Asie a také afrických zemích.
Od roku 2006 je společnost součástí Sjednocené letecké korporace.
Od roku 2008 prováděl Suchoj na prototypech svého prvního dopravního letounu SSJ-100 certifikační zkoušky, které byly dokončeny a v současné době probíhá výroba.